# Viana de Duero
Viana de Duero es una localidad y también un municipio de la provincia de Soria, partido judicial de Almazán, comunidad autónoma de Castilla y León, España. Pueblo de la Comarca de Almazán.
Desde el punto de vista jerárquico de la Iglesia católica forma parte de la diócesis de Osma la cual, a su vez, pertenece a la archidiócesis de Burgos, aunque históricamente ha pertenecido al obispado de Sigüenza, en el arciprestazgo de Almazán.

## Geografía
«...Lugar, cabeza de municipio; que lo compone con Moñux, Baniel y Perdices, entre cuyos términos y el de Nepas, está enclavado, reúne por sí solo unas 280 almas, cuyas viviendas se extienden por la pendiente de una colina, bien ventilada, pero con clima frío. 
Dista cinco leguas de Soria, su capital de provincia y audiencia de inscripción; nueve de Sigüenza, una de Almazán, su partido judicial y arciprestazgo y veintinueve de Burgos, su Capitanía general. 
Su Iglesia parroquial de primer ascenso, dedicada a San Bartolomé tiene por aneja la del vecino pueblo de Moñux: su escuela está dotada con 325 pesetas anuales, casa y retribuciones, y tiene una fuente de buenas aguas, un molino harinero, buenas cañadas para cereales, y monte con mucha caza menor. 
El terreno, bañado por el Duero, que pasa lamiendo sus límites con los de Velacha, es flojo, pero no de mala calidad produciendo exclusivamente granos, legumbres y algunas hortalizas muy tempranas. 
El curato tiene buena casa rectoral, y corresponde al centro de Conferencias de Nepas, con Escobosa, Nolay y Borjabad. 
Sus habitantes, son sencillos y honrados, pero bastante pobres, debido a la usura, que va creciendo de día en día en aquel pueblo y otros semejantes....»

En su término e incluidos en la Red Natura 2000 los siguientes lugares:
- Lugar de Interés Comunitario conocido como Riberas del Río Duero y afluentes, ocupando 34 hectáreas, el 1 % de su término.[2]

## Historia

Término municipal.

A la caída del Antiguo Régimen la localidad se constituye en municipio constitucional, conocido entonces como Viana en la región de Castilla la Vieja, partido de Almazán que en el censo de 1842 contaba con 46 hogares y 182 vecinos.
A mediados del siglo XIX crece el término del municipio porque incorpora a Baniel, La Milana, Moñux y Perdices. Hasta la reforma de la nomenclatura municipal de 1916 el municipio se llamaba simplemente Viana. En dicha fecha su nombre fue modificado por el de Viana de Duero.

## Geografía humana

### Demografía
Cuenta con una población de 49 habitantes (INE 2024).

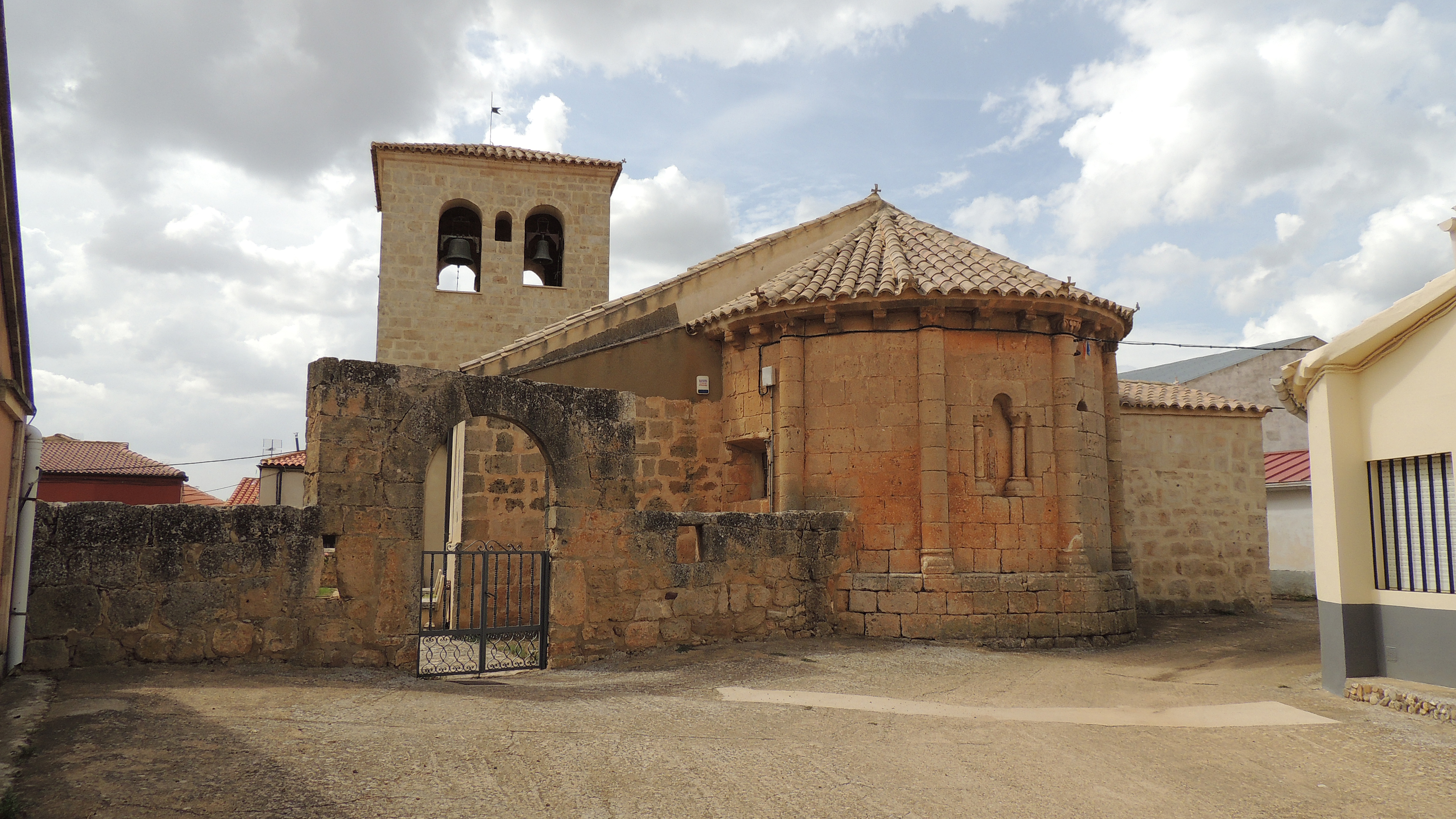
Iglesia de San Bartolomé

| Gráfica de evolución demográfica de Viana de Duero entre 1842 y 2021 |
| |
| Población de derecho según los censos de población del INE Población de hecho según los censos de población del INEEn estos censos se denominaba Viana: 1842, 1857, 1860, 1877, 1887, 1897, 1900 y 1910 Entre el censo de 1857 y el anterior, crece el término del municipio porque incorpora a 425012 (Baniel), 425062 (La Milana), 425069 (Moñux) y 425087 (Perdices) |

### Población por núcleos
| Núcleos        | Habitantes (2000) | Habitantes (2009) |
| -------------- | ----------------- | ----------------- |
| Viana de Duero | 37                | 32                |
| Baniel         | 0                 | 0                 |
| La Milana      | 8                 | 8                 |
| Moñux          | 15                | 11                |
| Perdices       | 17                | 14                |